# Passchendaele
Pour le fromage, voir Passendale (marque fromagère).
Passchendaele [pasəndal] graphie francophone,,, Passendale graphie néerlandophone, ou Passchendoale graphie flamande, est un village rural proche d'Ypres. C'est depuis 1977 (à la suite de la loi de fusion des communes de 1976) une section de la commune belge de Zonnebeke située en Région flamande dans la province de Flandre-Occidentale.

## Géographie
Passchendaele se trouve sur la Mandel, ou Mandelbeke, cours d'eau qui naît sur le territoire de la commune et est un affluent de la Lys. Elle se situe à peu de distance des villes d'Ypres et de Bruges, plus précisément entre Ypres et Roulers.

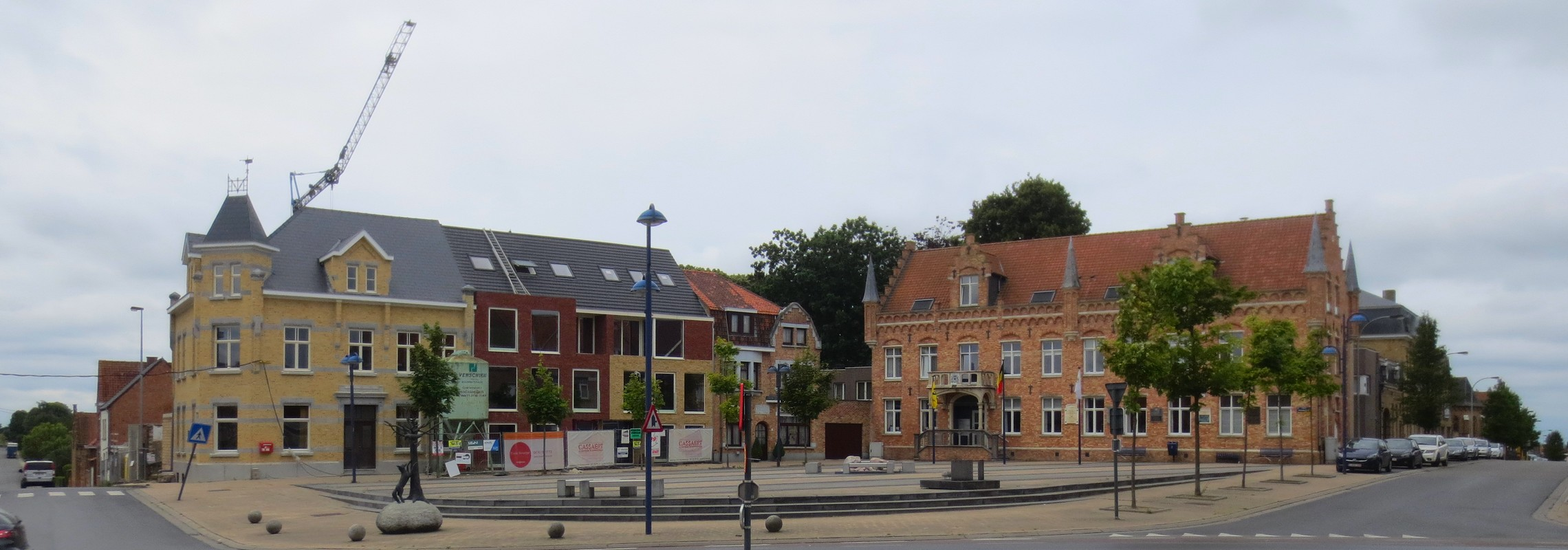
Passchendaele

## Démographie

### Évolution démographique
- Sources : INS, Rem. : 1831 jusqu'en 1970 = recensements, 1976 = nombre d'habitants au 31 décembre[5].

## Histoire

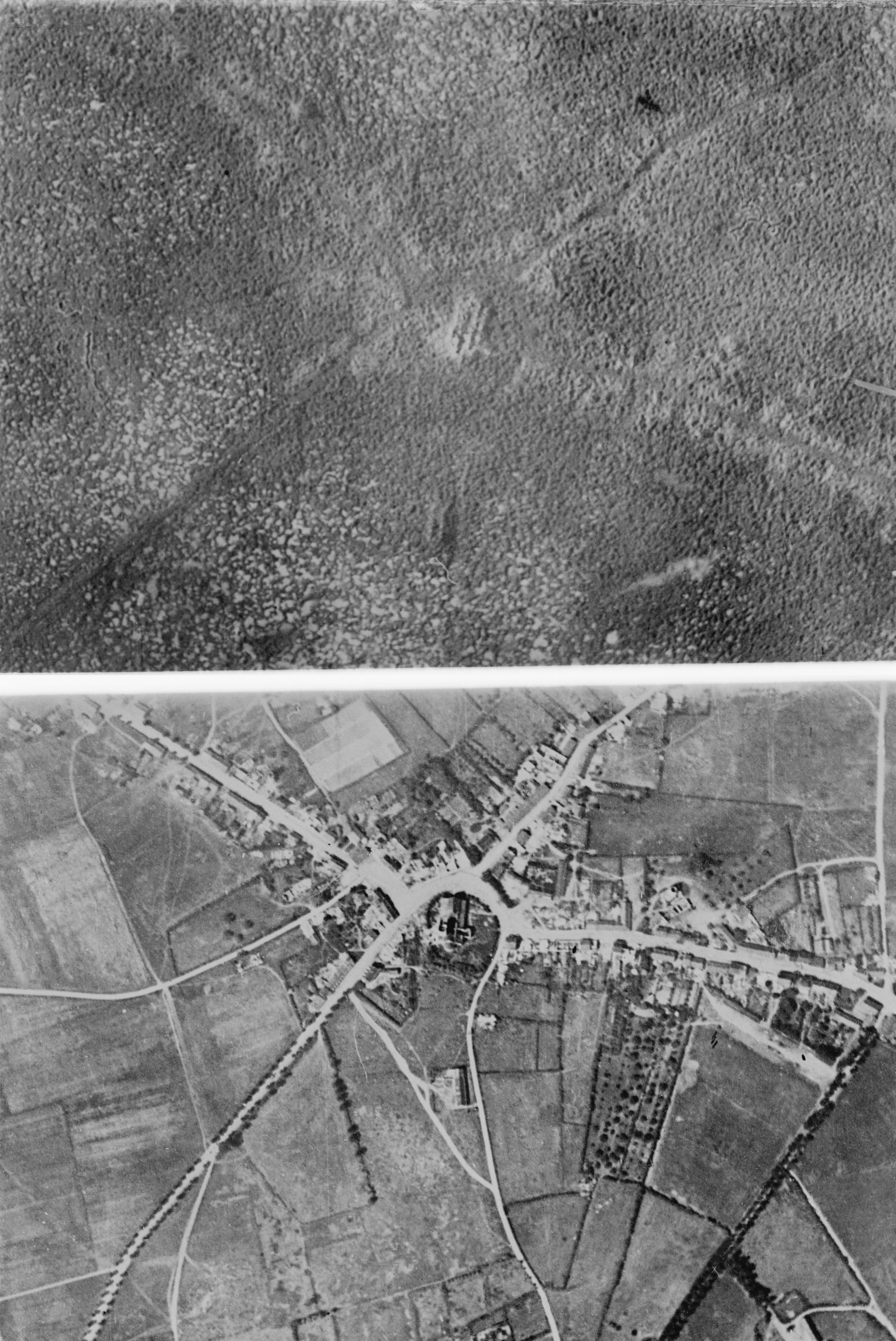
Vues aériennes de Passendale, avant et après la bataille de 1917.

L'étymologie de Passchendaele est probablement dal van Pasko (« vallée de Pasko »).
Passendale était une commune essentiellement rurale, vivant de l'agriculture sur des terres humides drainées au cours des siècles par des réseaux de canaux. Au XIXe siècle on y produisait de la dentelle. L'enseignement était assuré par le couvent des sœurs de Saint Vincent de Paul.

### Première Guerre mondiale
Pendant la Première Guerre mondiale, Passchendaele comme Poelcappelle se situent sur le front dans la région d'Ypres. En mars 1915, les Allemands occupent les villages, dont les clochers servent de poste d'observation ce qui déclenche les tirs des Français.
Le 2 mars 1915, les troupes françaises situées à proximité du centre de Passendale subissent un bombardement : elles constatent que les obus répandent une odeur particulière, inconnue jusque là.

#### Bataille de Passchendaele (1917)
En 1917, devant l'avance des Allemands et les contre-offensives alliées, le village fut évacué par ses habitants qui trouvèrent refuge jusque dans le Sud de la France. Il fut entièrement rasé au cours de la bataille de Passchendaele (nom utilisé par les Britanniques), bataille d'Ypres (Ypernschlacht) pour les néerlandophones belges ou deuxième bataille des Flandres pour l'armée française, bataille de Flandre (Flandernschlacht) pour les Allemands, de juillet à novembre 1917, une des batailles les plus meurtrières de la Première Guerre mondiale. Les bombardements intensifs ayant détruit les systèmes de drainage, l'immense champ de bataille se transforma en un bourbier encore augmenté par des pluies continuelles. Les troupes britanniques, néo-zélandaises, australiennes et surtout canadiennes payèrent un lourd tribut. Le cimetière de Tyne Cot, qui regroupe les victimes britanniques et du Commonwealth, est le plus vaste cimetière géré par la Commonwealth War Graves Commission. Se trouvent aussi sur la commune le mémorial canadien New British Cemetery et le mémorial des forces néo-zélandaises. Des commémorations y ont lieu chaque année.

### Depuis 1918
Après la guerre, le village fut reconstruit. Depuis 1932, où la famille Donck a créé une fromagerie dans une ancienne brasserie, on y produit le fromage appelé « Passendale ». C'est un fromage au lait de vache, à pâte pressée non cuite, à texture aérée, qui a valu à Passendale le surnom de « ville du Fromage ». L'ancienne fromagerie, en usage jusque dans les années 1960, est devenue un musée. Passendale organise chaque année un festival du fromage.
Pour accompagner le fromage, la brasserie Moortgat (Duvel) a aussi créé une bière ambrée, la Passendale, de haute fermentation, à partir de quatre malts différents, qui est servie dans des verres spécifiques.

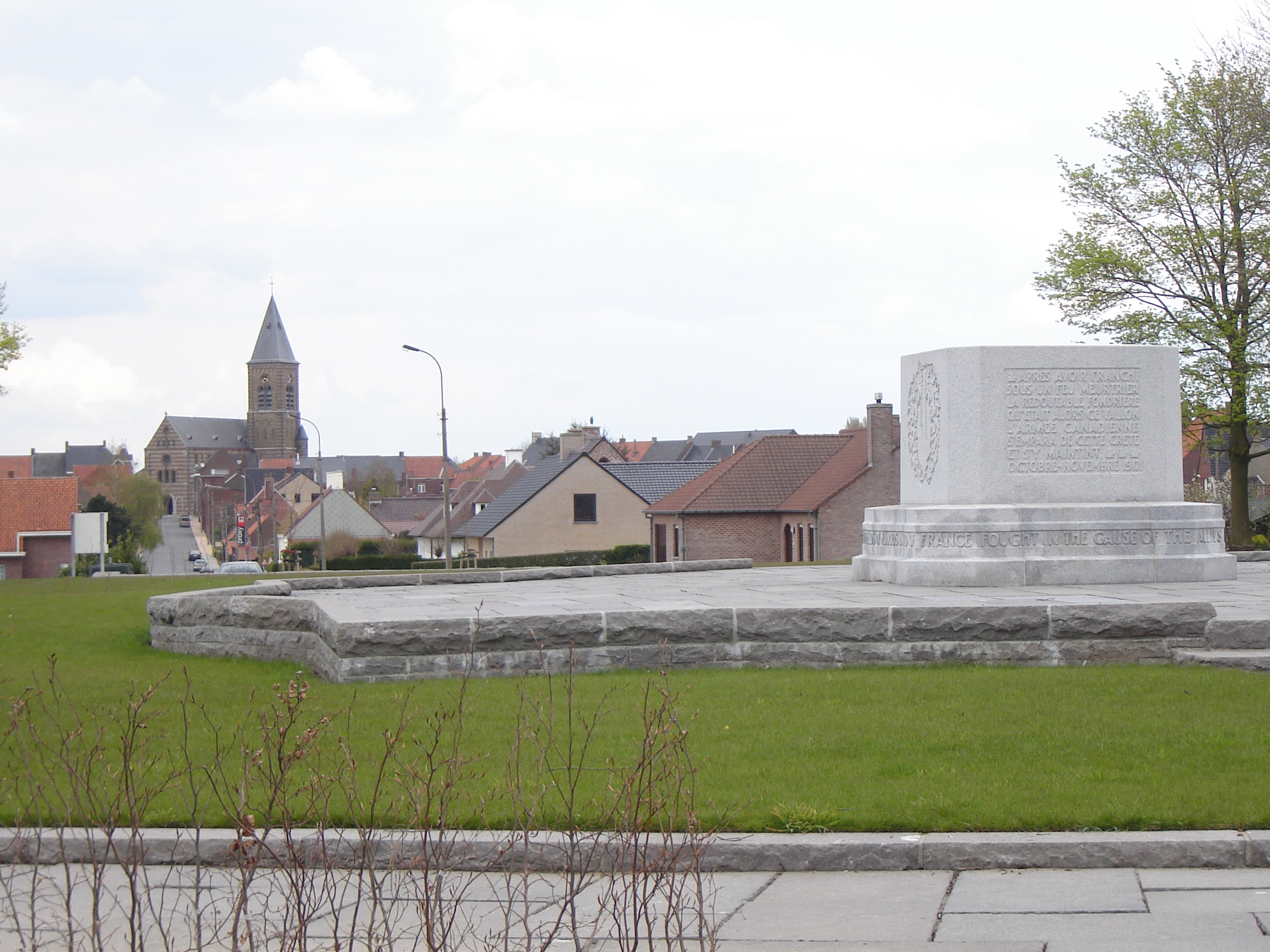
Mémorial canadien
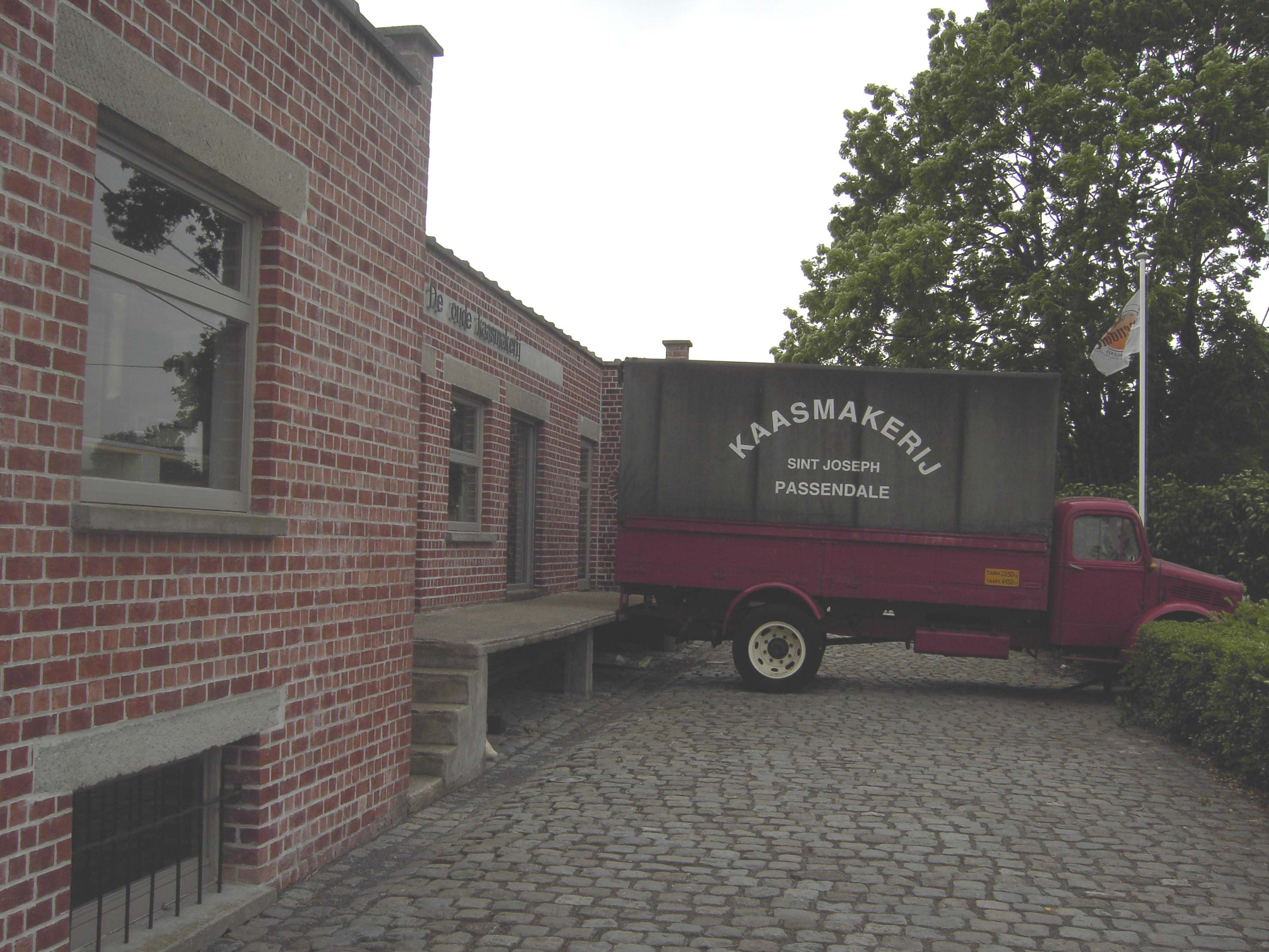
L'ancienne fromagerie
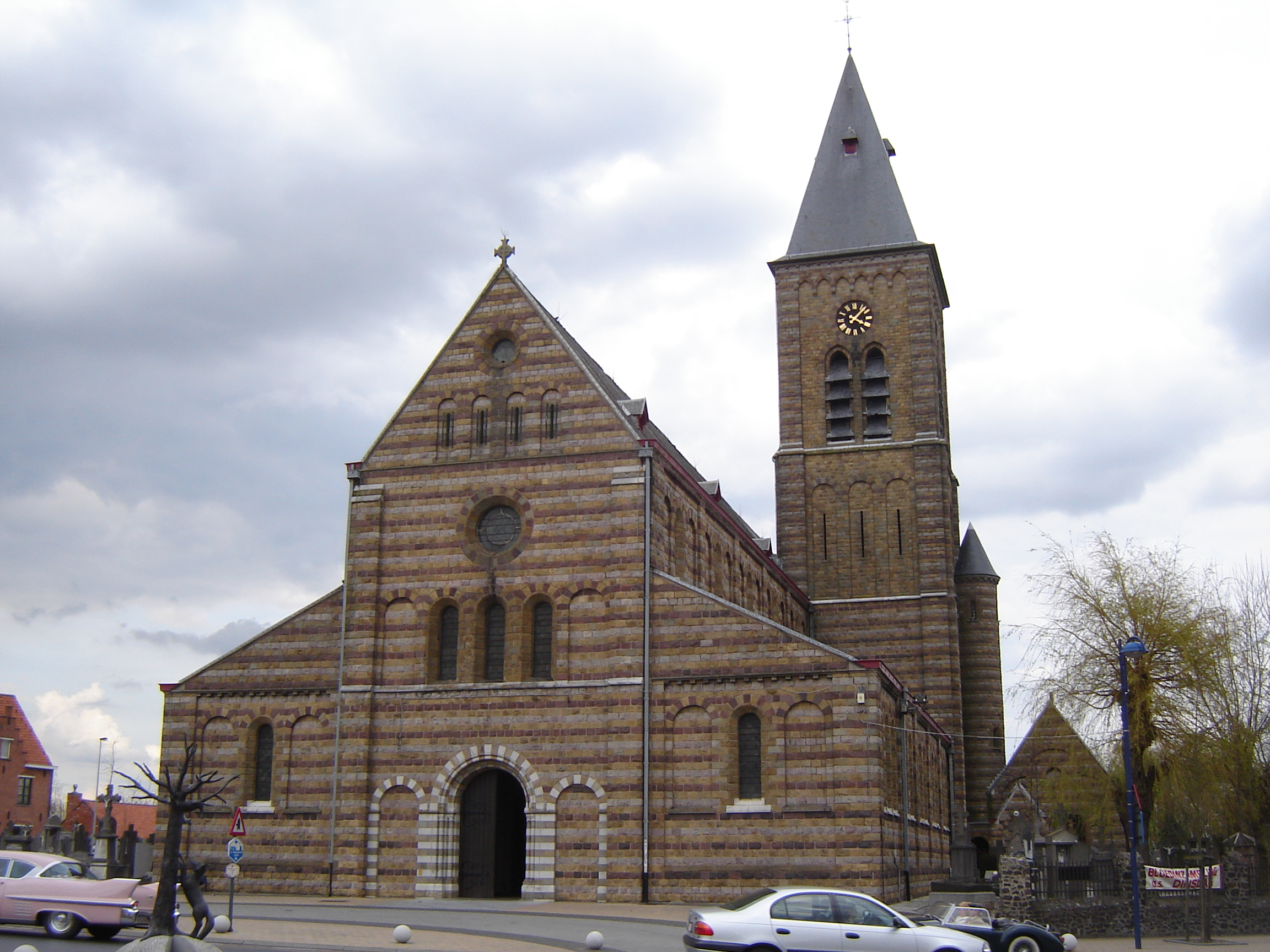
L'église Sint-Audomarus

## Monuments
- L'église Sint-Audomarus (Saint-Omer), construite dans le style néo-roman en 1905-1906, fut reconstruite après la destruction totale de 1917 sur les plans de l'architecte de Bruges De Pauw, en 1923. En 1945-1946, on dut réparer de nouveaux dommages de guerre. Un vitrail représentant saint Georges, entouré par les écussons de la garnison, a été offert en octobre 1928 par la 66e division de l'armée britannique.
- Cimetière militaire britannique de Tyne Cot

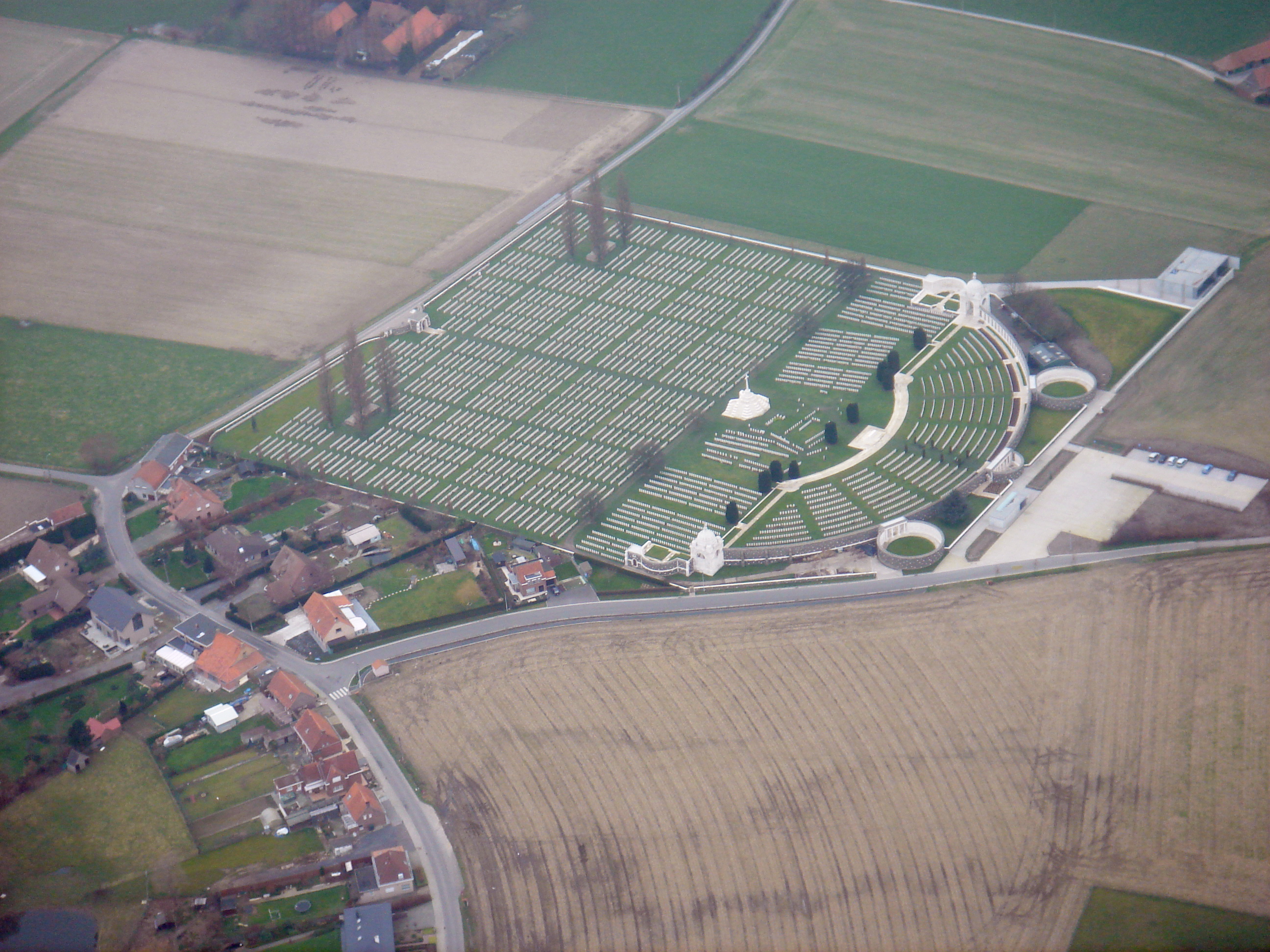
Cimetière de Tyne Cot
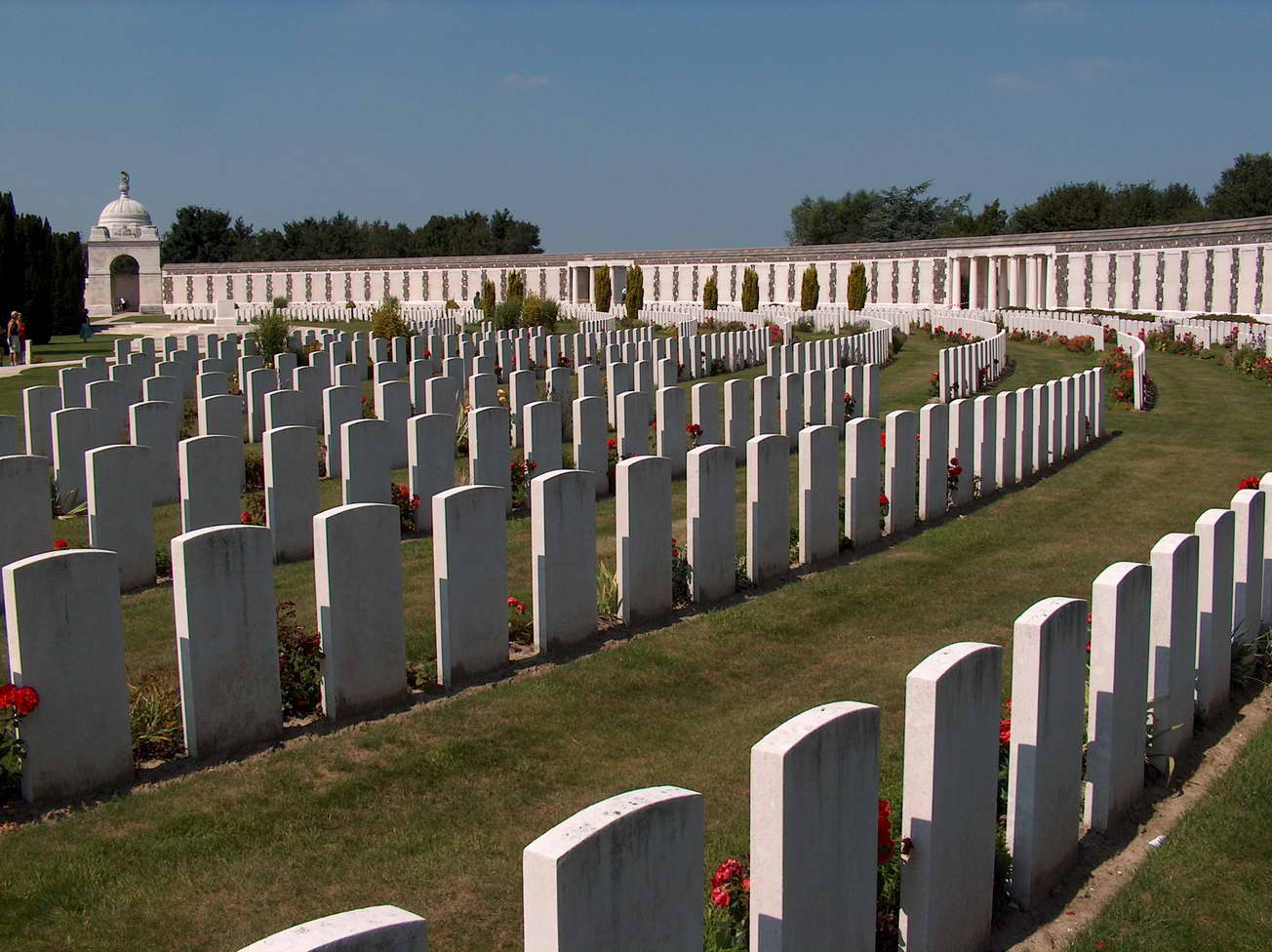
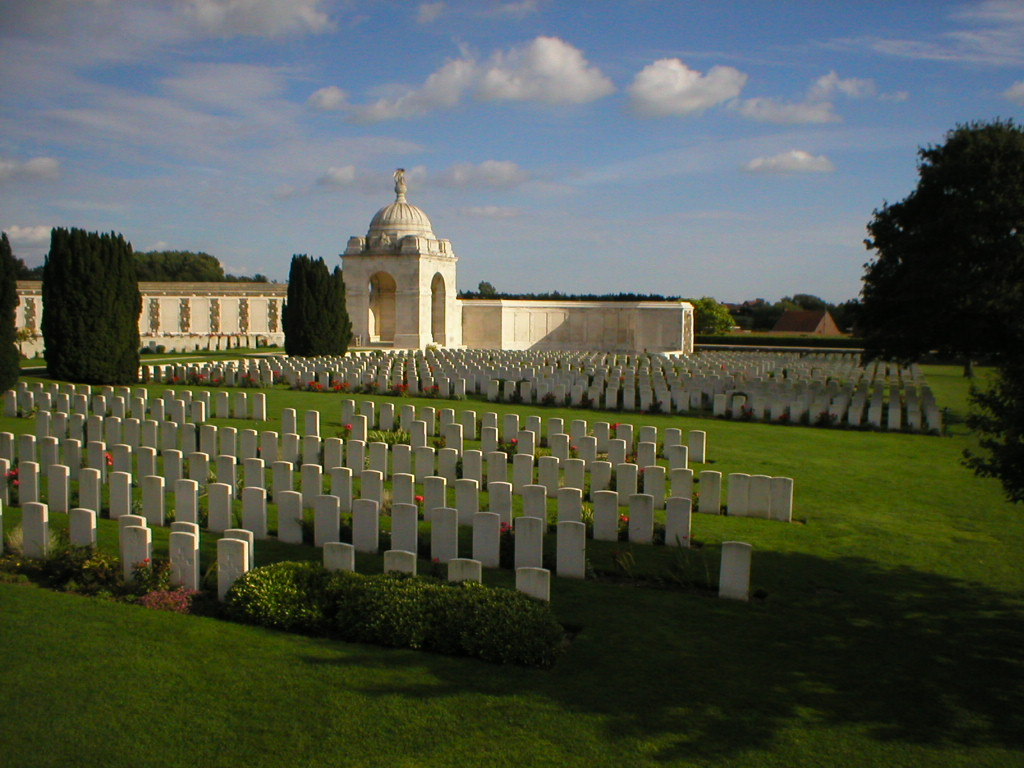
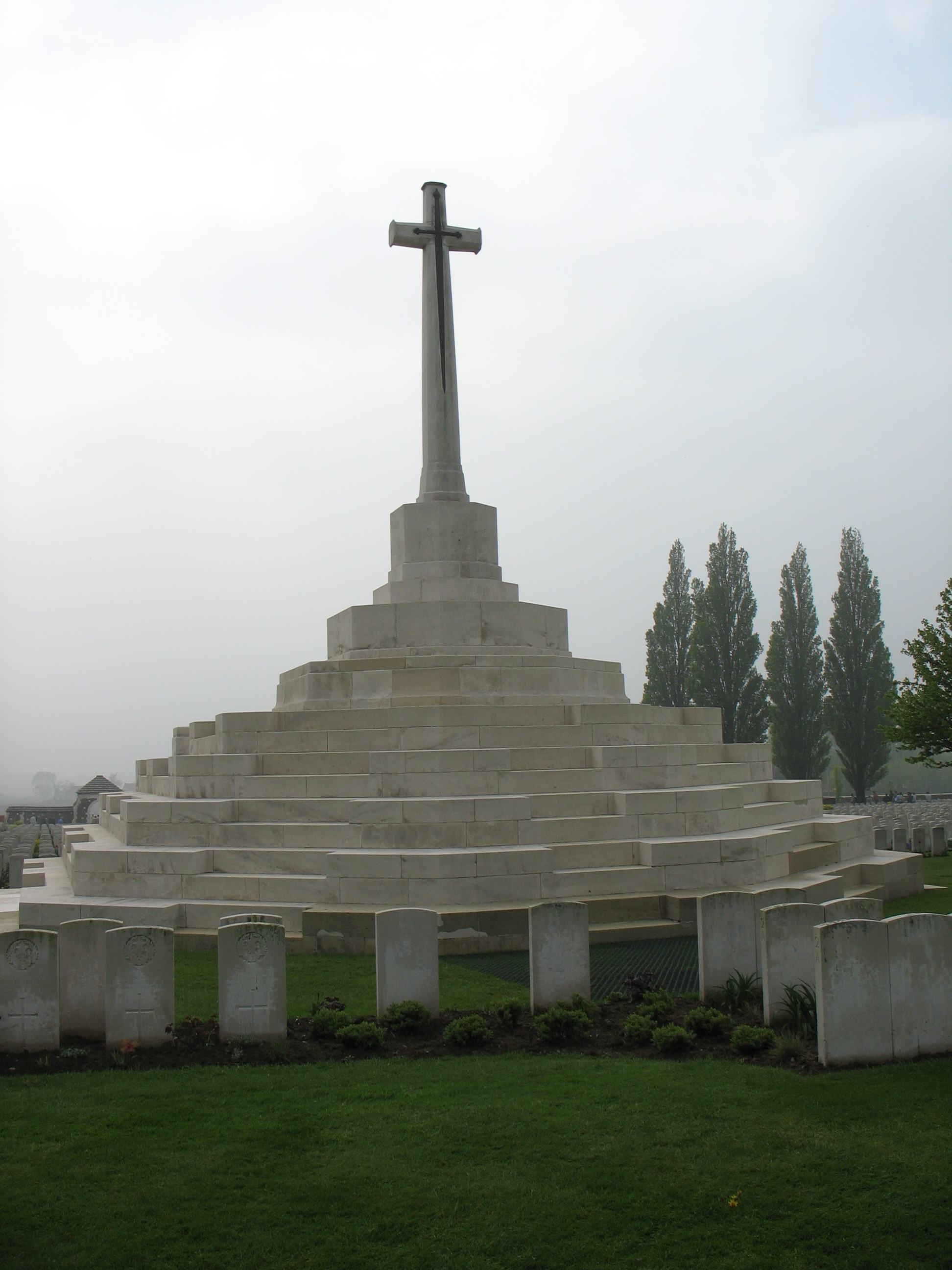

- Mémorial canadien, Canadalaan
- Mémorial néo-zélandais, 's Graventafelstraat
- Mémorial australien, centre
- New British Cemetery, 's Graventafelstraat
- Mémorial du 85e bataillon canadien, Passendalestraat

## Musée Mémorial Passchendaele 1917
Le musée, installé dans le château de Zonnebeke, sur la route de Tyne Cot, offre une vue d'ensemble de la bataille meurtrière de 1917. Un parcours souterrain montre la vie des soldats britanniques. Des vitrines présentant objets, armes, uniformes, des dioramas, des projections, complètent l'information des visiteurs.

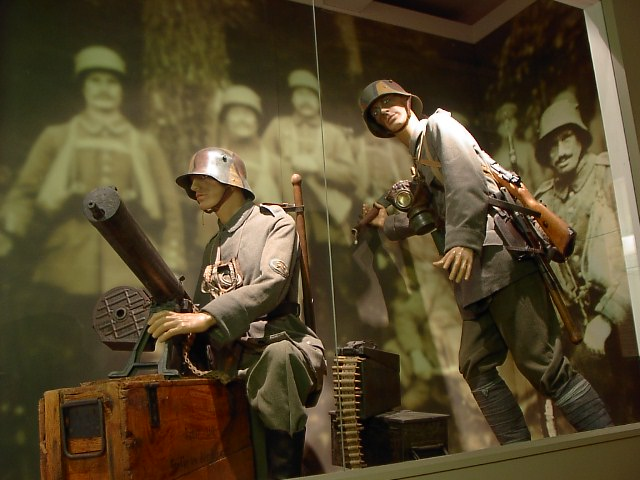
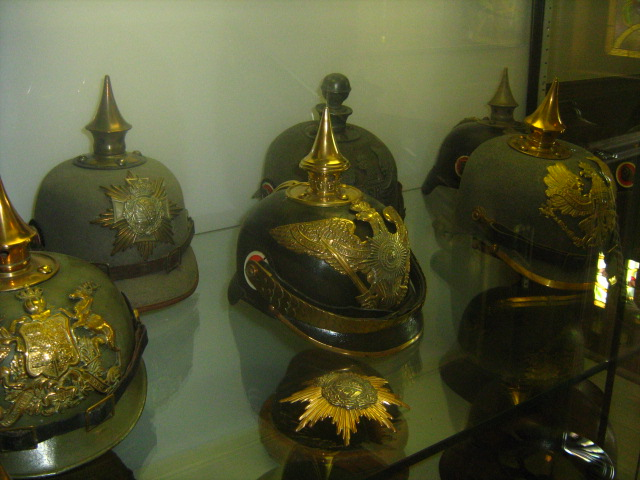
Vitrines du Mémorial
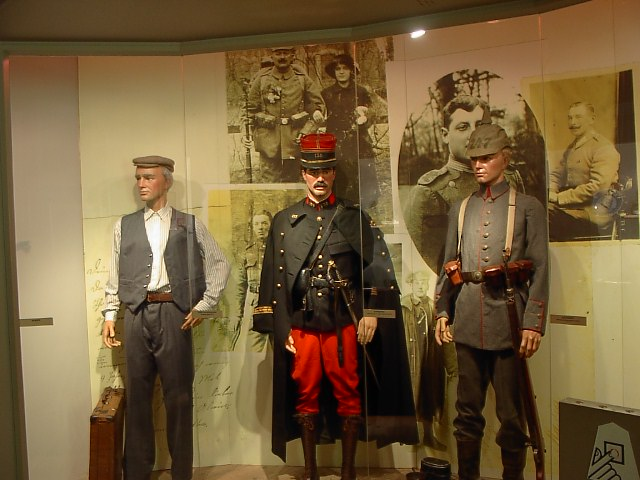

## Œuvres inspirées par Passchendaele
- Chris de Burgh a situé l'histoire d'une de ses chansons à Passchendaele : "This song for you", extraite de son deuxième album "Spanish train and other stories"
- Le groupe de heavy metal anglais Iron Maiden a intitulé Paschendale un des morceaux du CD Dance of Death (2003).
- Dans leur album intitulé The Art of War (2008), le groupe de Power Metal suédois Sabaton parle de la Bataille de Passchendaele dans la chanson The Price Of A Mile.
- Passchendaele est le titre d'un film réalisé en 2008 par le Canadien Paul Gross, dont l'action se passe pendant la bataille de 1917.
- La Bataille de Passchendaele est également reproduite comme une des cartes dans le jeu vidéo à succès Battlefield 1, sortie en février 2018 avec la dernière extension "Apocalypse".